# Squadriglia 91
91ª Squadriglia aeroplani da caccia (röviden: 91ª, teljes nevén magyarul: 91. vadászrepülő osztag) az első világháború legeredményesebb olasz repülőszázada volt, amelyben az olasz légierő legeredményesebb pilótái szolgáltak. Ékes bizonyíték erre, hogy itt szolgált Francesco Baracca (34 légi győzelem) a legeredményesebb olasz ászpilóta, Pier Piccio (25 légi győzelem) a 3. legeredményesebb pilóta és Fulco Ruffo di Calabria az 5. legeredményesebb ászpilóta is. Az osztag ászpilótái a háború végéig 112 igazolt légi győzelmet szereztek, ezzel messze a legeredményesebb olasz repülőszázaddá tették a 91.-et.

## Története

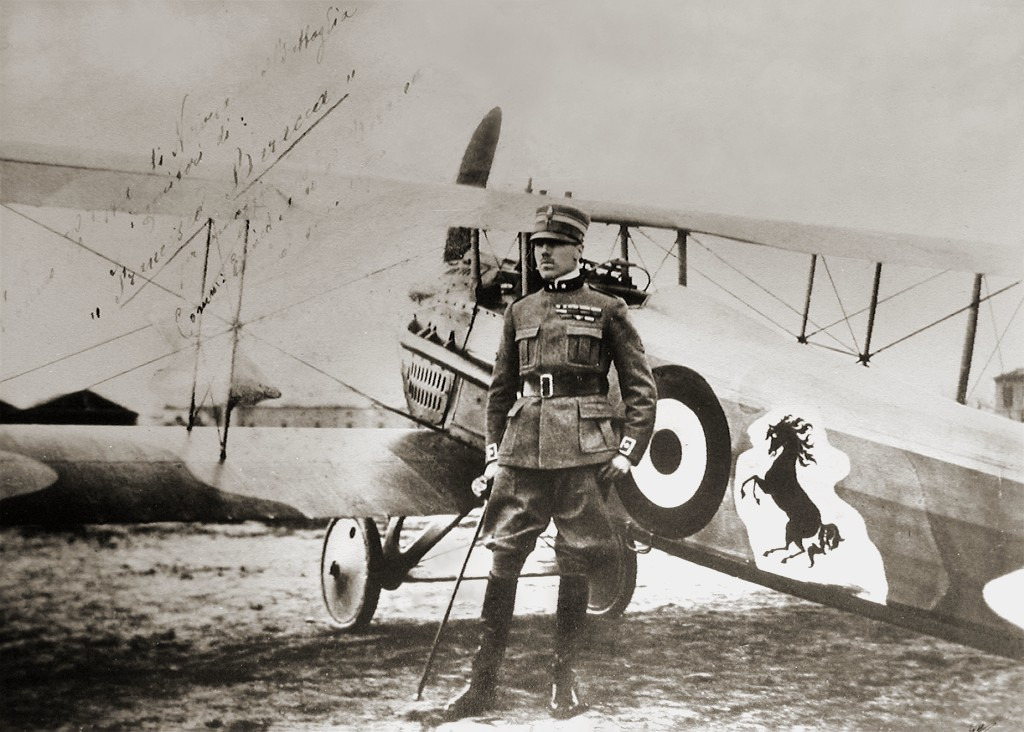
Francesco Baracca a legeredményesebb olasz ászpilóta gépénél.

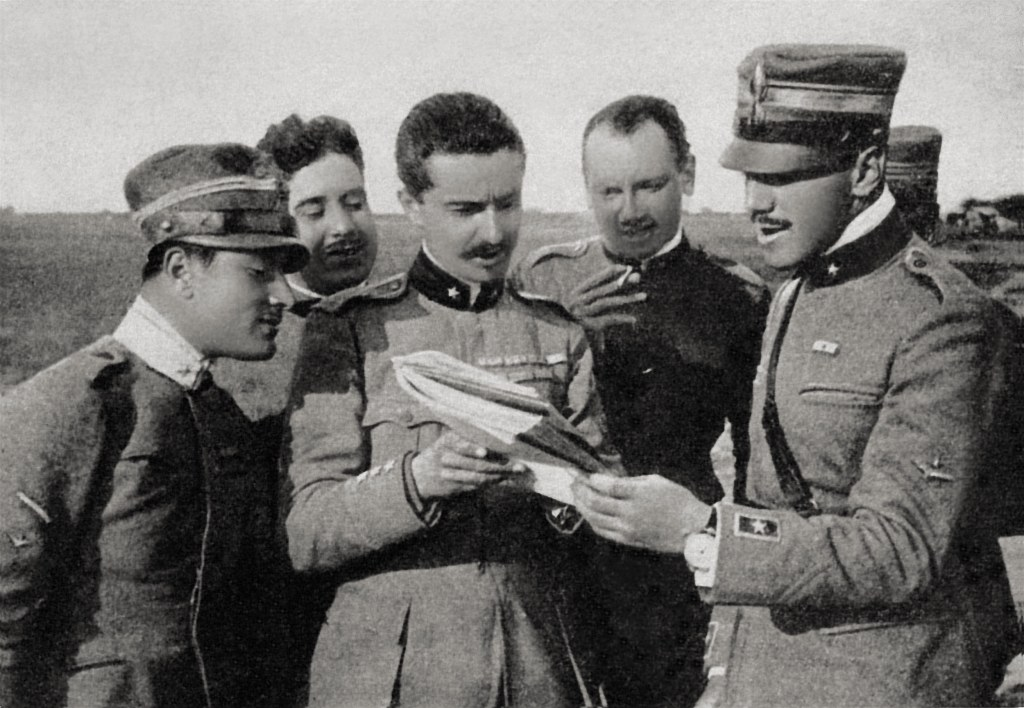
Gastone Novelli (balról jobbra), Ferruccio Ranza, Fulco Ruffo di Calabria, Bartolomeo Costantini, Francesco Baracca

### Megalakulása
Az osztag 1917. május 1.-jén alakult meg Santa Caterinában. Néhány hét múlva már aktív szolgálatot teljesítettek az olasz-fronton.

### Ászpilóták
- Francesco Baracca (26 légi győzelem az osztagnál, összesen 34)
- Pier Piccio (23 légi győzelem a századnál, összesen 25)
- Fulco Ruffo di Calabria (16 légi győzelem a századnál, összesen 20)
- Ferruccio Ranza (13 légi győzelem az osztagnál, összesen 17)
- Bartolomeo Costantini (6 légi győzelem az osztagnál, összesen 6)
- Giorgio Pessi (6 légi győzelem az osztagnál, összesen 6)
- Cesare Magistrini (5 légi győzelem az osztagnál, összesen 6)
- Gastone Novelli (5 légi győzelem az osztagnál, összesen 8)
- Giovanni Sabelli (5 légi győzelem az osztagnál, összesen 5)
- Luigi Olivari (4 légi győzelem az osztagnál, összesen 8)
- Guido Nardini (3 légi győzelem az osztagnál, összesen 6)

### Repülőgépek
- Francia gyártmányú: SPAD VII
- Olasz gyártmányú: Ansaldo A.1 Balilla

## Lásd még
- Első világháború
- Olaszország történelme